# Гургаон
Гурга́он или Гуруграм (хинди गुड़गांव, англ. Gurgaon) — второй по величине город в индийском штате Харьяна. Крупный промышленный и финансовый центр, расположен в 30 км к югу от Нью-Дели и в 268 км от Чандигарха. Один из главных городов-спутников столицы страны. По переписи 2011 года население города составляет 901 968 человек. В Гургаоне находится множество офисов мультинациональных компаний, город отличается высоким по индийским стандартам доходом на душу населения и сравнительно хорошо развитой инфраструктурой.
Примерно в 15 км от центра города находится национальный парк Султанпур.

## Физико-географическая характеристика
Город расположен в юго-восточной части штата Харьяна, в округе Гургаон. На северо-востоке город граничит со столицей страны — Нью-Дели. Общая площадь территории города составляет 738,8 км² (282,7 квадратных миль). Средняя высота над уровнем моря — 217 м (711,9 футов) над уровнем моря.
Согласно климатической классификации Кёппена Гургаон расположен в подверженной влиянию муссонов зоне влажного субтропического климата. В городе чётко выражены 4 основные сезона — весна, лето, зима и осень, а также сезон муссонов, приходящийся на вторую половину лета. Летом, продолжающимся с начала апреля и до середины октября, обычно очень жарко и влажно, средняя дневная температура июня достигает 40 °C. Зимой в Гургаоне довольно холодно и пасмурно, за исключением нескольких солнечных дней. Вёсны и осени мягкие и приятные с низкой влажностью. Муссонный сезон обычно начинается в начале июля и длится до августа. Среднее годовое количество осадков составляет 714 мм.
| Показатель                    | Янв. | Фев. | Март | Апр. | Май  | Июнь | Июль  | Авг.  | Сен.  | Окт. | Нояб. | Дек. | Год   |
| ----------------------------- | ---- | ---- | ---- | ---- | ---- | ---- | ----- | ----- | ----- | ---- | ----- | ---- | ----- |
| Средний суточный максимум, °C | 21,1 | 24,2 | 30,0 | 36,2 | 39,6 | 39,3 | 35,1  | 33,3  | 33,9  | 32,9 | 28,3  | 23,0 | 31,4  |
| Средний суточный минимум, °C  | 7,3  | 10,1 | 15,4 | 21,5 | 25,9 | 28,3 | 26,6  | 25,9  | 24,4  | 19,5 | 12,8  | 8,2  | 18,8  |
| Норма осадков, мм             | 20,3 | 15,0 | 15,8 | 6,7  | 17,5 | 54,9 | 231,5 | 258,7 | 127,8 | 36,3 | 5,0   | 7,8  | 797,3 |

## Население
Согласно переписи населения 2011 года население Гургаона составило 876 824 человека, включая 475 612 или 54.24 % мужчин и 402 212 или 45.76 % женщин. Соотношение полов составило 844 женщины на 1000 мужчин. Уровень грамотности среди населения старше 7 лет составил 86,3 %, среди мужского населения — 89,54 % и женского — 82,46 %

## Городское планирование

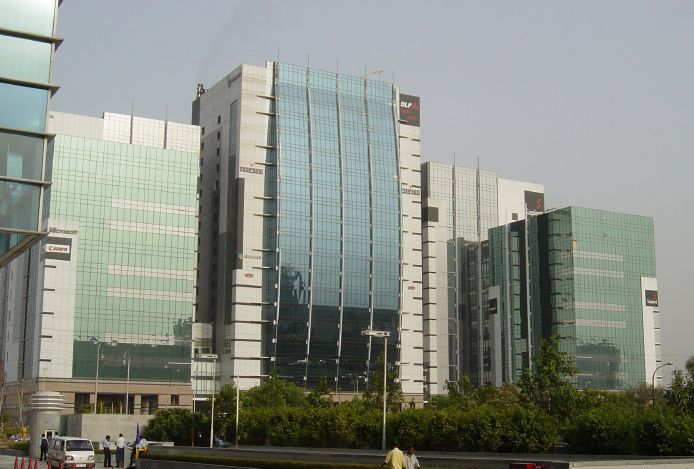
Cyber Green Building, Gurgaon, Haryana, India - 20070613

Город имеет ряд зданий, имеющий архитектурную ценность, различных архитектурных стилей и времени постройки. Силуэт Гургаона с его многочисленными небоскребами является широко известным. В Гургаоне расположено порядка 1100 жилых небоскребов. В городе расположено несколько небоскрёбов, которые в настоящее время являются одними из самых дорогих новых офисных и жилых зданий в Индии. В то же время в большей части города отсутствует надлежащая городская инфраструктура, что часто приводит к пробкам.
Первые поселения на территории города возникли в его восточной части на национальной автомагистрали 8. Гургаон разделен на 36 районов, состоящих из отдельных кварталов. Большую часть жилого фонда составляют одноквартирные жилые дома, хотя имеется и значительное число многоквартирных зданий: апартаментов, кондоминиумов и высотных жилых башен, которые становятся всё более популярными. Часть жителей города проживает в трущобах и ветхих домах, не имеющих надлежащих санитарных условий.
Гургаон имеет развитую систему парковых зон, управляемых Департаментом городского развития штата Харьяна. Ключевые парки — Парк "Долина отдыха" в 29-м секторе, площадью 36 акров; Ботанический сад Тау Деви Лал в 52 секторе и др. Тем не менее, большинство парков в Гургаон имеют небольшую площадь и плохо сохраняется.

## Экономика

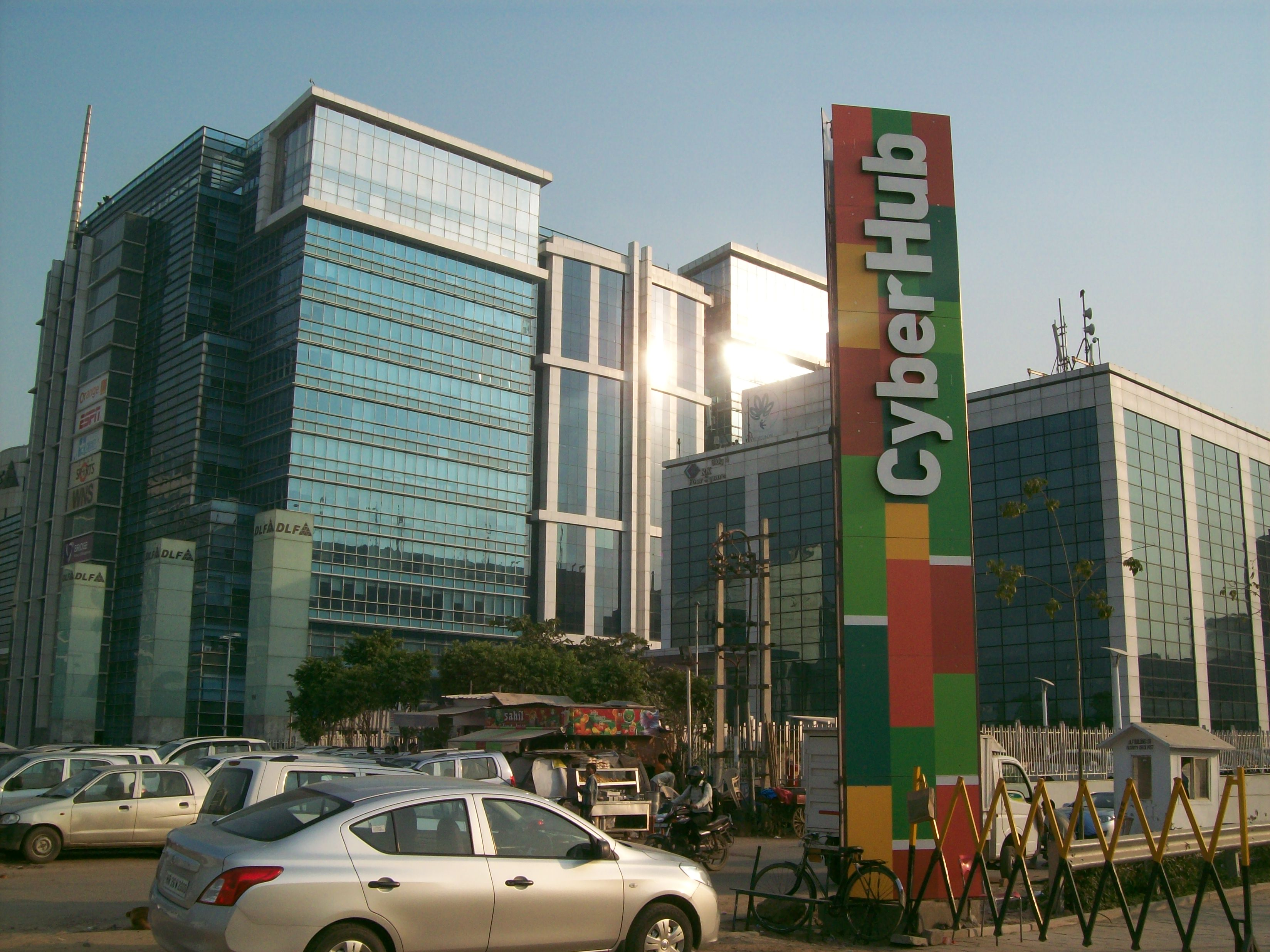
A commercial area in DLF Cyber City

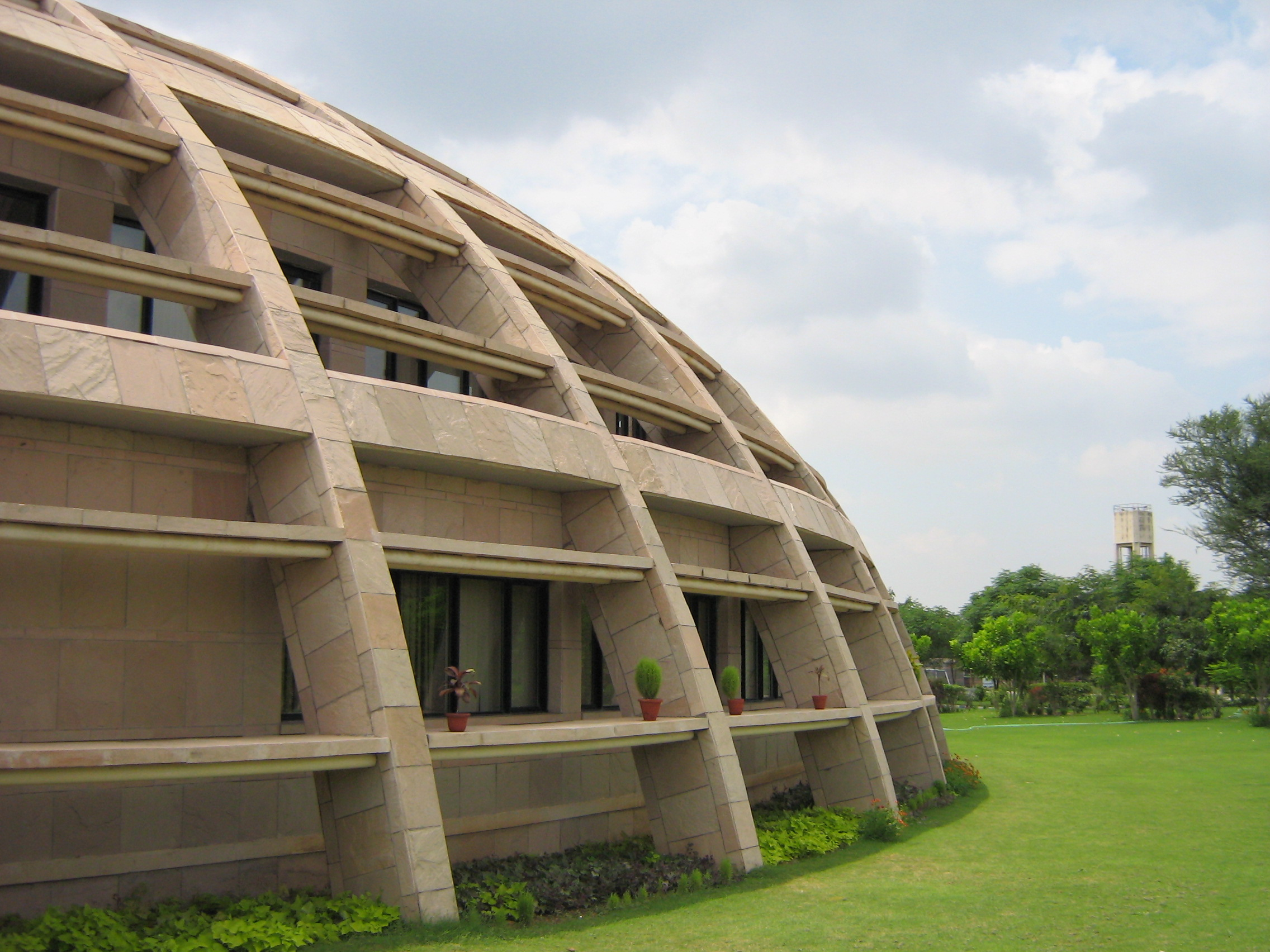
Национальный исследовательский центр (Гургаон, Харьяна, Индия)

Гургаон прошёл путь от небольшой пыльной деревни до третьего по доходам на душу населения города Индии. В Гургаоне, известном как Город тысячелетия, представлены около 250 или 50% компаний, входящих в список Fortune 500. Близость Гургаона к Дели предполагает более легкий доступ к месту принятия политических решений.
Первой компанией, разместившей производственное подразделение в городе в 1970-х годах, стала компания Maruti Suzuki Private Limited (автомобилестроение). Первой крупной американской компанией, открывшей в 1997 года подразделение в Гургаоне, стала компания General Electric. Она считается первой иностранной компанией, создавшей в Индии подразделение по разработке программного обеспечения. Сегодня Гургаон является одним из наиболее важных аутсорсинговых центров. Здесь разрабатывается программное обеспечение, информационные технологии, размещаются колл-центры ведущих компаний. Такие транснациональные компании как Coca-Cola, Pepsi, IBM, American Express, Agilent Technologies, Microsoft, и Bank of America, выбрали Гургаон для размещения их штаб-квартир в Индии. Однако все крупные компании в городе зависят от собственных источников снабжения, поскольку электро- и водоснабжение в городе является ненадёжным.
Важной отраслью экономики города является розничная торговля и рынок недвижимости.

## Транспорт
Главной транспортной артерией города является Национальное шоссе № 8, связывающее Дели и крупнейший город страны Мумбаи. Общественный транспорт в Гургаоне представлен общественными автобусами и метро. Также в городе работают частные автобусы и авторикши. В Гургаоне действует 11 станций метро, 5 из которых относятся к метрополитену Дели и 6 к отдельной системе лёгкого метро. Первая очередь Гургаонского лёгкого метро открылась в ноябре 2013 года, её протяжённость составила 3,3 мили. Предполагается, что общее число станций лёгкого метро Гургаона составит 16.
В городе также действует железнодорожный вокзал, связывающий Гургаон с такими важными центрами как Дели, Калькутта, Мумбаи и Джайпур.
Городской автовокзал находится в управлении Департамента транспорта штата Харьяна. на него прибывают рейсы как государственных, так и частных перевозчиков. С него отправляются автобусы в Дели, Чандигарх, соседние штаты Уттар-Прадеш, Раджастхан и др.
Гургаон обслуживается Международным аэропортом Индиры Ганди, расположенным уже в пределах городской черты Дели.